# 欧布里昂内姆
欧布里昂内姆（法語：Aubry-en-Exmes，法語發音：[obʁi ɑ̃.n‿ɛm]）是法国奥恩省的一个旧市镇，位于该省北部，属于阿让唐区。2017年1月1日，欧布里昂内姆和相邻的另外13个市镇合并为新市镇欧日地区古费恩（Gouffern-en-Auge）。

## 地理
欧布里昂内姆（48°47'33"N, 0°4'4"E）面积9.6 平方千米，位于法国诺曼底大区奧恩省，该省份为法国西北部内陆省份，北起顺时针与卡爾瓦多斯省、厄尔省、厄尔-卢瓦省、萨尔特省、马耶讷省和芒什省接壤。
与欧布里昂内姆接壤的市镇（或旧市镇、城区）包括：圣莱奥纳尔堡、尚布瓦、费勒、迪沃河畔圣朗贝尔、锡伊昂古费恩、迪沃河畔图尔奈。

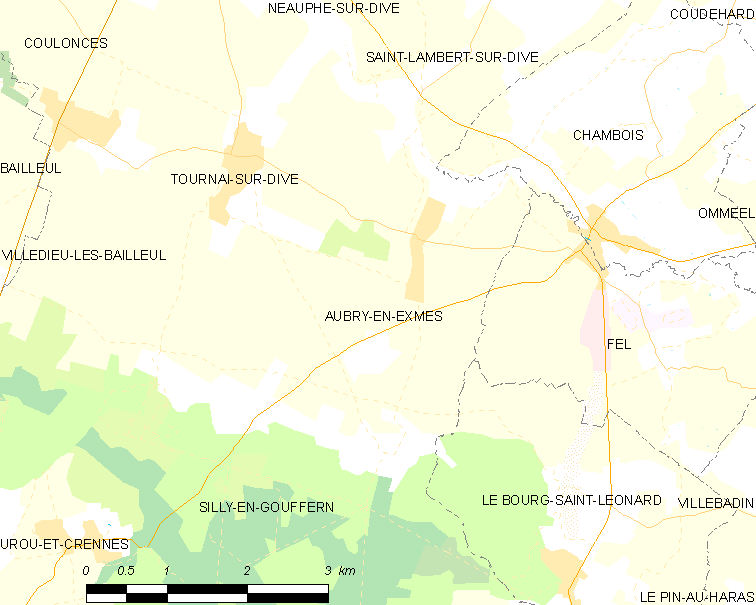
欧布里昂内姆的OSM定位图

欧布里昂内姆的时区为UTC+01:00、UTC+02:00（夏令时）。

## 行政
欧布里昂内姆的邮政编码为61160，INSEE市镇编码为61009。

## 政治
欧布里昂内姆所属的省级选区为阿让唐第二县。

## 人口

1962-2008年间欧布里昂内姆人口变化图示

欧布里昂内姆于2018年1月1日时的人口数量为323人。